# Остапковецький замок
Остапковецький замок — історичний замок, збудований шляхетською родиною Гербуртів.

## Власники
Сюзанна Гербурт з Фельштина, дочка Миколая Гербурта, коли взяла шлюб із Станіславом Стадницьким як свій посаг принесла Остапківці до родини Стадницьких. Останніми власниками була родина Залеських гербу Доленґа.

## Палац
На місці частково зруйнованого замку Тереза Грабянка, уроджена Стадницька, староста Ліва та дружина Тадеуша Грабянки, збудувала двоповерховий палац, вкритий шатровим дахом, з використанням його центральної частини нижнього поверху, тобто сходів, зали зі стелею, що спирається на стовпи, каплиці зі склепіннями, ризниці та кількох менших приміщень. Спереду розташовувався портик з вісьмома пілястрами, увінчаний тимпаном. Будівля була оточена житловими будинками, оранжереєю та садами. У такому вигляді палац проіснував до 1917 року.